# Smithfield (Virginia Occidental)
Smithfield es un pueblo ubicado en el condado de Wetzel en el estado estadounidense de Virginia Occidental. En el Censo de 2010 tenía una población de 145 habitantes y una densidad poblacional de 188,5 personas por km².

## Geografía
Smithfield se encuentra ubicado en las coordenadas 39°29′42″N 80°33′36″O / 39.49500, -80.56000. Según la Oficina del Censo de los Estados Unidos, Smithfield tiene una superficie total de 0.77 km², de la cual 0.76 km² corresponden a tierra firme y (1.68%) 0.01 km² es agua.

## Demografía
Según el censo de 2010, había 145 personas residiendo en Smithfield. La densidad de población era de 188,5 hab./km². De los 145 habitantes, Smithfield estaba compuesto por el 97.24% blancos, el 0.69% eran amerindios y el 2.07% pertenecían a dos o más razas.